# Platine tourne-disques
« Électrophone » redirige ici. Pour les instruments de musique, voir Électrophone (instrument).
 (février 2018).
Si vous disposez d'ouvrages ou d'articles de référence ou si vous connaissez des sites web de qualité traitant du thème abordé ici, merci de compléter l'article en donnant les références utiles à sa vérifiabilité et en les liant à la section « Notes et références ».

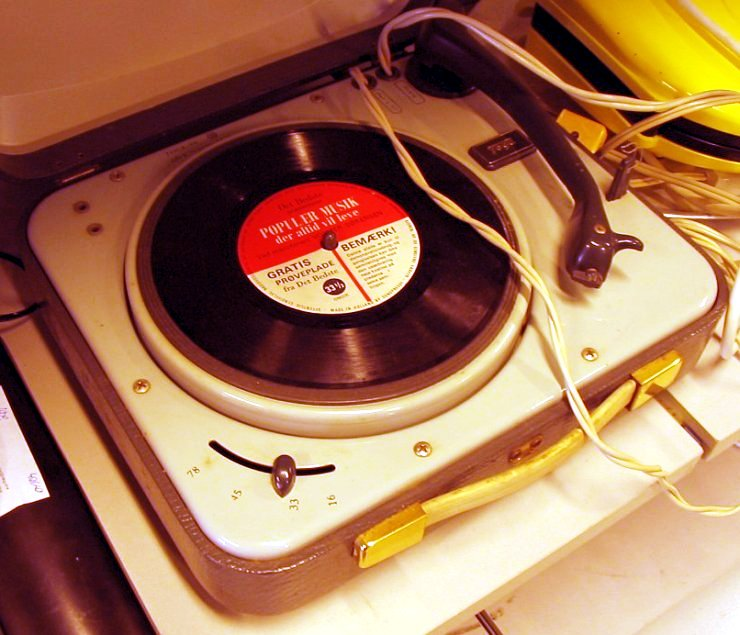
Platine tourne-disque des années 1960.

Un tourne-disque ou tourne-disques, est un appareil électronique destiné à restituer un enregistrement sonore réalisé sur disques microsillons. Successeur électrique puis électronique du phonographe, il comprend principalement une platine tourne-disque, un amplificateur et un ou plusieurs haut-parleurs. Il peut être de table ou portatif.
Une platine, platine tourne-disque ou « table de lecture », ne comprend que les mécanismes d’entraînement et de lecture des disques. C’est la forme la plus courante de tourne-disques depuis la fin des années 1970.

## Histoire

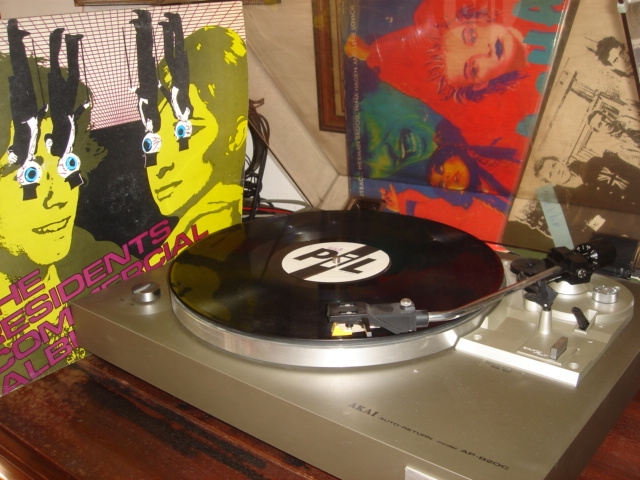
Platine tourne-disque et disques fin des années 1970.

De nombreux tourne-disques « grand public » se présentent sous la forme d'une sorte de valise, dont le couvercle amovible contient le haut-parleur. Ces appareils doivent rester abordables à un large public, ce qui implique que leur coût devait aussi être modéré. Cela se traduit par exemple par l'utilisation d'un seul haut-parleur large bande qui, par le mode de construction de l'appareil, ne restitue les sons que dans une gamme réduite de fréquences, mais suffisante pour que le public ait plaisir à écouter ses disques.
Le socle de l'appareil supporte le tourne-disque qui se compose lui-même d’une tête de lecture généralement piézo-électrique supportée par un bras articulé, et d'un plateau de dimensions en général assez réduites, de l'ordre de 20 cm de diamètre, mis en rotation par un moteur électrique, et sur lequel le disque à écouter est posé. Ce disque est centré par une broche située au centre du plateau.
Si certains modèles sont équipés d’une régulation électronique de la vitesse de rotation, le plus souvent cette régulation restait primitive, basée sur un contacteur et un dispositif de masselottes solidaires de l’axe du moteur actionnées par la force centrifuge. Souvent, cette régulation est inexistante. Dans ce cas, leur moteur esalors du type alternatif asynchrone à bagues, dont la relative dépendance à la fréquence secteur permettait de stabiliser raisonnablement la vitesse de rotation.
Les vitesses de rotation normalisées sont 33 ¹⁄₃ tours par minute, 45 tours par minute et parfois 78 tours par minute par souci de relecture des anciens disques 78 tours et, pour certains modèles 16 tours par minute (standard assez peu développé). Le socle renfermait encore un préamplificateur et un amplificateur. Afin d’améliorer le rapport signal à bruit de l’enregistrement sur disque, les fréquences aigües sont préaccentuées, c'est-à-dire enregistrées à un niveau supérieur à leur niveau naturel. Lors de la lecture, une désaccentuation réduit leur niveau pour le ramener à sa valeur nominale. La norme selon laquelle s’effectue ces processus, identique pour tous les producteurs de disques, est définie par la Record Industry Association of America et connue sous l’acronyme courbe RIAA. Les tourne-disques ne respectaient en général cette norme que de façon très approximative.

### Mange-disque

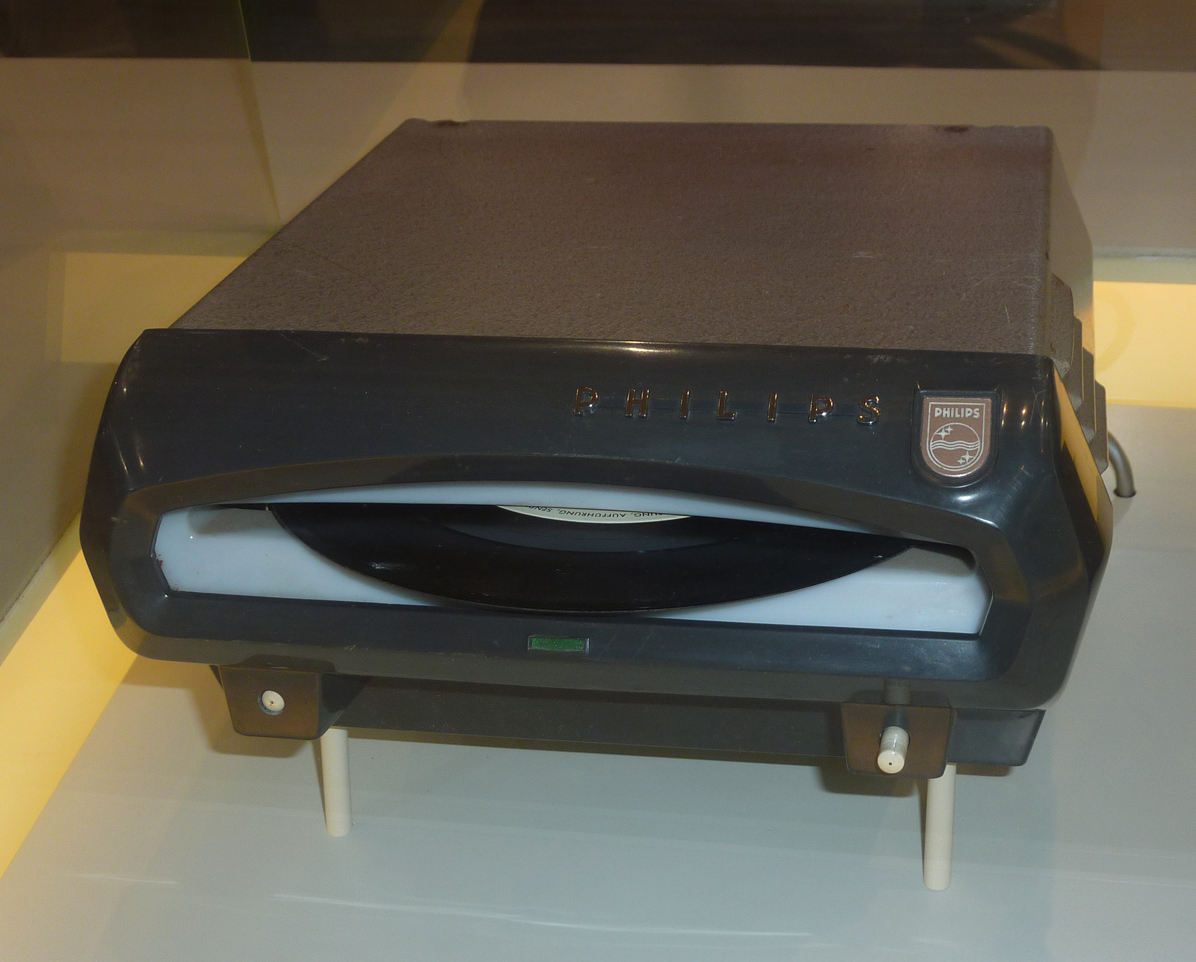
Mange-disque de marque Auto-Mignon (Philips), vers 1960.

Il existe également les appareils « mange-disque », surtout destinés aux enfants, de la fin des années 1960 aux années 1980 : il ne s'agit plus à proprement parler d'une platine où l’utilisateur prend le bras de lecture pour le poser sur le disque, mais d’un tourne-disques pourvu d’une fente dans laquelle les disques 45 tours sont insérés. L'appareil lit alors automatiquement le disque et son éjection se fait d’une simple pression sur un bouton. La taille de lecture en standard est le 18 cm (45 T), pour certains les 25 cm avec la vitesse de 33 tr/min (rare), jamais les 30 cm. Ces appareils sont réputés pour rayer les disques. Quant au diamant, il n'en a que le nom car il s'apparente plus à une pointe en métal. D'où l'usure très prématurée du disque. On peut même distinguer une perte de stéréo sur un autre lecteur.

### Usage contemporain

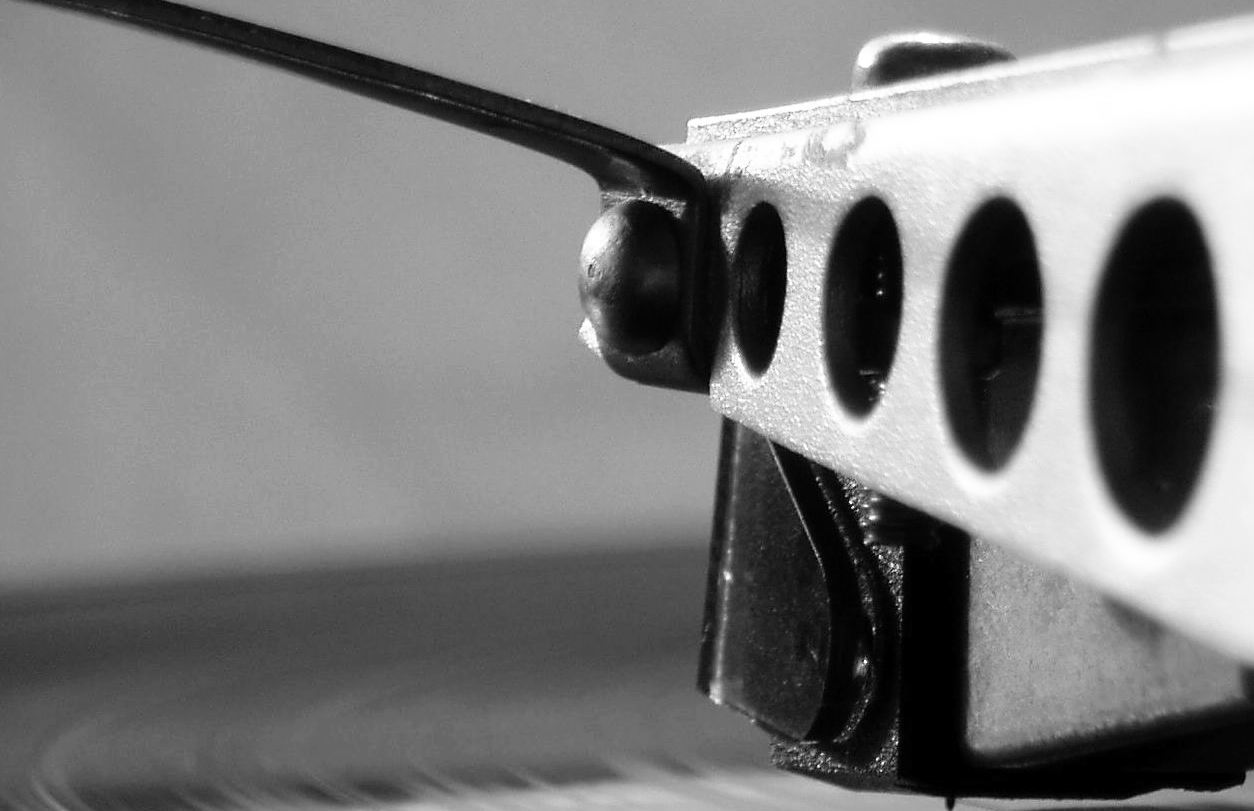
Tête de lecture de tourne-disques.

Dans les années 1990, les tourne-disques avaient tendance à disparaître des foyers depuis l’apparition des lecteurs de CD. Mais la reproduction analogique retrouve un regain de faveur depuis le milieu des années 2000, dans un milieu restreint de passionnés mais aussi auprès des jeunes, avec la réimpression de disques vinyle.
En 2018, selon les chiffres du Syndicat national de l'édition phonographique (SNEP) en France, 4 millions de disques vinyles sont vendus, contre 1,8 en 2016[réf. nécessaire]. En deux ans, les chiffres ont donc plus que doublé. En 2018, une vente physique sur cinq en musique est un disque vinyle. Quant aux platines tourne-disques, 155 000 auraient été écoulées en 2018[réf. nécessaire]. Par rapport à un service musical en ligne, un appareil de lecture de disques vinyle ne requiert pas de service internet, mais uniquement une source électrique : courant du secteur, générateur portatif ou piles lorsque cette option est disponible.
Les tourne-disques des années 1950 à 1970 les plus célèbres et les plus recherchés par les collectionneurs sont de marques Teppaz[réf. nécessaire], Supertone S.A. (fabriqués en France, à différencier de Supertone Records, USA) Philips, Pipo, Audia, Jacques Barthe, CID, Collaro, GID, Garrard Bush, Melovox, Melodyme, Claude, Stare Menuet, Stare Trouvere, Optalix, Radialva, Radiola, Eden, France Électronique, Hifivox, Braun, Visseaux, La Voix de son maître, ou encore Pathé-Marconi. Des tourne-disques haut de gamme sont ensuite produits pas des marques telles que Thorens Linn, Micro Seiki, Denon, Garrard, Technics et Rega, Dual, Kenwood et Marantz, dont les modèles de luxe sont synonymes de grande qualité.
Avec les platines tourne-disques, un signal analogique est transmis à un amplificateur puis aux enceintes. Destinés aux lecteurs de CD, certains nouveaux amplificateurs ne comportent pas d’entrée analogiques aux normes RIAA. Il est alors nécessaire de connecter un préamplificateur correcteur entre la platine et l’amplificateur.
De nombreux programmes informatiques permettent d’utiliser un ordinateur équipé d’une carte son pour transcrire les disques vinyle sur CD. Leur usage requiert cependant l’installation d’un préamplificateur correcteur entre la platine et l’entrée ligne de la dite carte son. Certains DJ utilisent des platines à disque vinyle pour élaborer des effets sonores particuliers comme le scratch où le disque est manipulé à la main.
Dans les années 2010, la production de platines tourne-disques vinyles connait un relatif essor grâce à la multiplication des DJ, jouant notamment de la musique techno ou hip-hop. La platine de référence dans les milieux professionnels est la Technics 1210 MK2, qui fait office de standard dans la plupart des discothèques du monde. De nouvelles marques de platines vinyles font leur apparition au début des années 2000, telles que Vestax ou Numark, pour des budgets plus serrés. Cette nouvelle vie de la platine tourne-disques est cependant menacée par l'apparition de simulateurs du « toucher » vinyle, tels Final Scratch ou Traktor, indépendantes ou utilisant un ordinateur par le biais d’un port USB pour émuler les platines. De nombreux enregistrements sur disques vinyle ne seront jamais transcrits sur CD. Il faudra donc toujours un moyen pour les écouter. De plus, certains mélomanes ont des discothèques qui contiennent plusieurs milliers de disques. Remplacer tous ces disques vinyle par des CD exigerait l'investissement de sommes considérables qui ne sont pas à la portée de tout le monde.  Même s'il devient marginal, le marché des tourne-disques semble donc encore devoir perdurer. Certains mélomanes écoutent toujours, sur leurs platines et dans le cadre privé de leur domicile, les disques vinyles de leur collection, reprochant au disque compact son principe d’échantillonnage et un son jugé trop aseptisé. Les amateurs des disques vinyles plébiscitent le son chaleureux qu'ils produisent, et certains déclarent que les craquements qui se font entendre lors de l'écoute des disques les plus anciens leur donnent tout leur charme.
Le tourne-disque continue de revenir à la mode dans les années 2020.

## Caractéristiques

### Fonctionnement

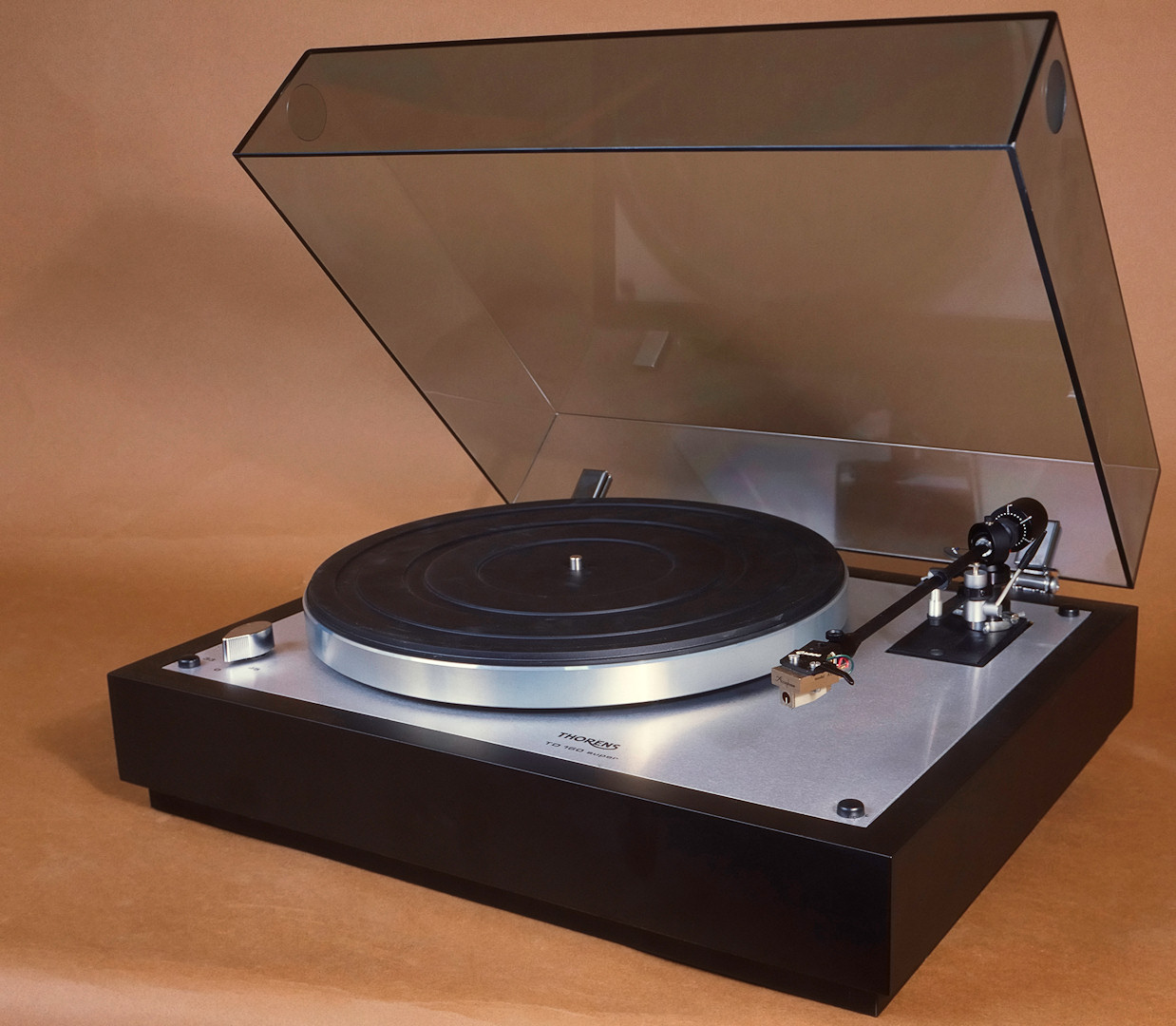
Platine tourne-disques haute fidélité Thorens, années 1980.

Le principe de lecture est analogique : ce sont les reliefs présents dans le sillon du disque qui génèrent des mouvements de la pointe de lecture et par là un signal électrique dans le phonocapteur qui est ensuite envoyé vers le préamplificateur. Les disques peuvent être monophoniques ou stéréophoniques. Avec l’apparition des chaînes haute-fidélité, on a dissocié[Qui ?] l'amplification de la lecture proprement dite, le tourne-disques étant alors désigné par le terme de « platine » ou de « table de lecture ». Ce dispositif est le seul à être encore couramment commercialisé pour un usage personnel. 
Les platines sont destinées à une reproduction de qualité sur un spectre de fréquences aussi large que possible, qui s’étend environ de 30 Hz à 18 kHz. Les exigences quant à leur fabrication sont donc considérablement plus strictes que celles imposées aux tourne-disques. Leur plateau a un diamètre légèrement supérieur à celui des disques microsillons de 30 cm et le niveau de bruit toléré est extrêmement faible, surtout aux basses fréquences. Elles sont équipées de moteurs à courant continu et d’une régulation électronique précise de la vitesse de rotation, ou de moteurs alternatifs synchrones qui mettent en rotation un plateau lourd par l’intermédiaire d’une courroie élastique. Leur tête de lecture est une tête magnétique, différente des têtes piézo-électriques, et délivre un signal électrique considérablement plus faible, de l’ordre de 5 mV environ. Elles nécessitent un préamplificateur spécial qui respecte rigoureusement la norme RIAA. Un tel préamplificateur, désigné sous le nom de préamplificateur correcteur, est en général inclus dans les équipements Hi-Fi de bonne qualité, mais peut aussi être installé dans un boîtier séparé.

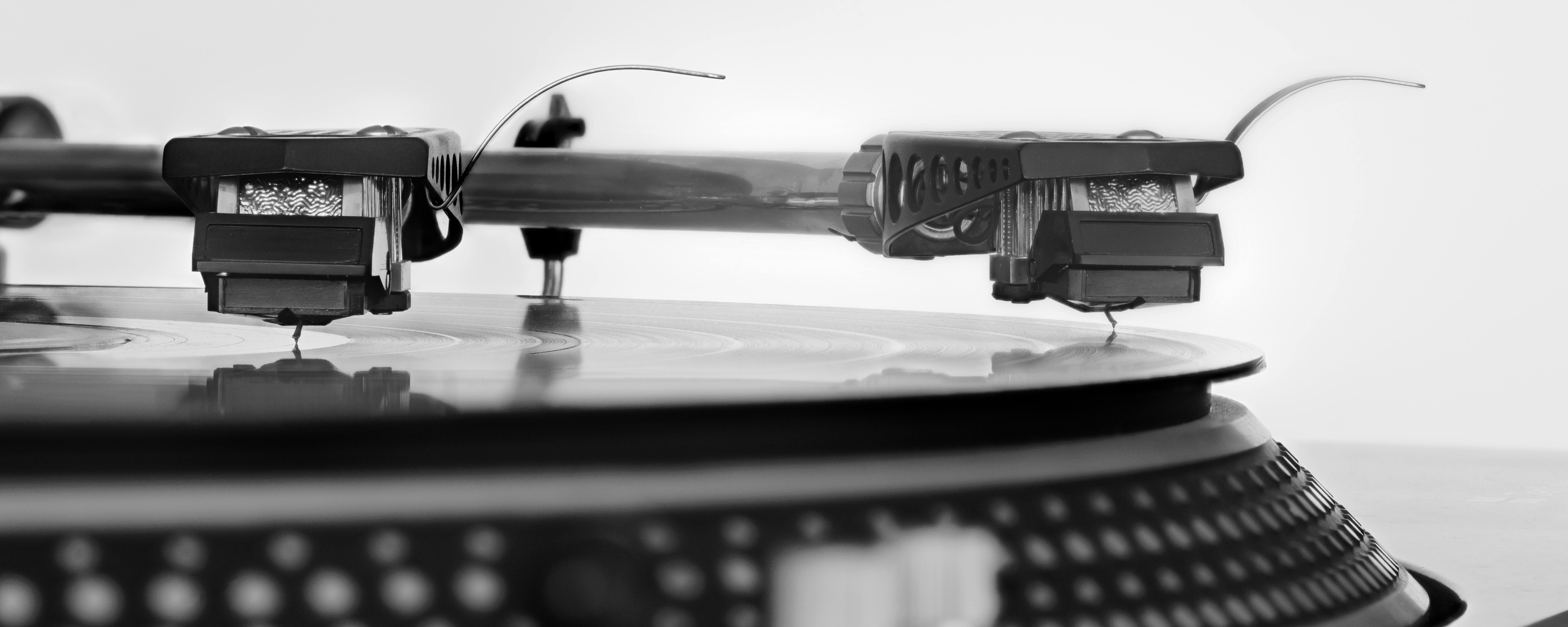
Photographie à exposition multiple montrant la pointe de lecture (ou phonocapteur) au début et en fin de lecture du disque.

### Motorisation

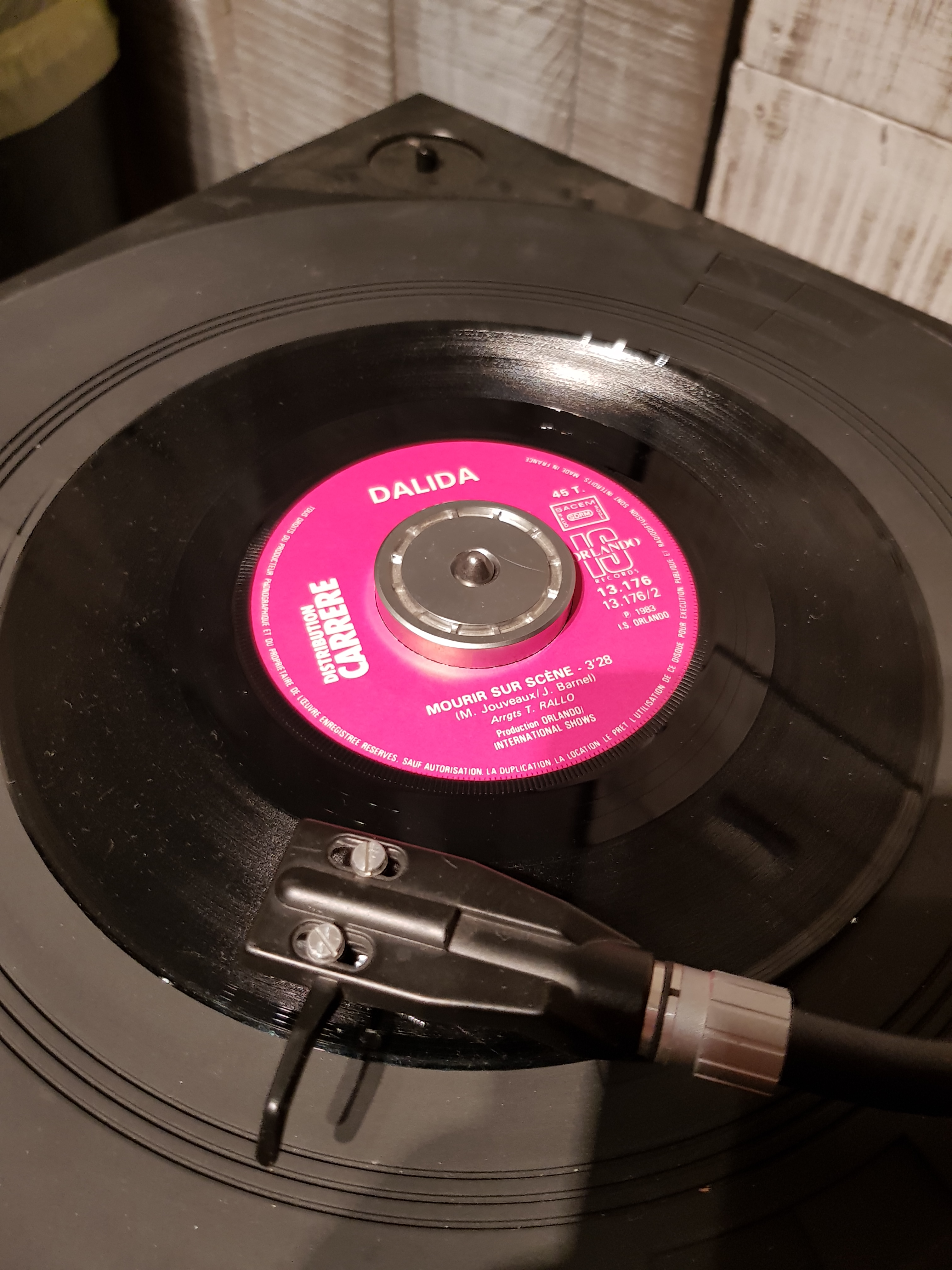
Tête de lecture sur le disque Mourir sur scène de Dalida.

Le plateau du disque est entraîné par un petit moteur électrique. Dans une platine, on distingue trois types d’entraînement du plateau :
- Entraînement direct : le moteur de la platine fait tourner directement l’axe du plateau où repose le disque. Le plateau est solidaire du moteur. Cela permet un couple plus élevé, idéal pour les DJ qui agissent directement sur le disque, mais transmet toutes les vibrations du moteur au disque, via le plateau, le moteur multipôle tournant très lentement. La qualité de reproduction est donc directement dépendante de la qualité de fabrication du moteur ;
- Entraînement par courroie : le moteur de la platine entraîne une courroie qui fait tourner l’axe du plateau. La courroie absorbe les vibrations du moteur. Son élongation se traduit par des signes de pleurage. La fabrication des courroies pour platines répond au principe de sectionnement d’une chambre à air. Des qualités de matériaux différentes existent, conditionnant celle de la transmission, et par conséquent, de la reproduction sonore. La durée de vie est elle aussi variable, dépendant largement du matériau sélectionné ;
- Entraînement par galet : celui-ci vient se placer, pendant la lecture, sur la partie inférieure du bord du plateau. Ce système fut utilisé avant la courroie ; il n’est plus en usage mais fut très utilisé par le passé. Les principaux inconvénients présentés par ce système sont la transmission des vibrations du moteur au plateau, donc au disque et au phonocapteur, et le pleurage à l’usure. En effet, le galet, pressé contre le plateau, tend à prendre une forme ovale, et la vitesse de rotation peut devenir inconstante.

### Régulation et réglage
Certaines platines haut de gamme disposent d’un système de réglage fin de la vitesse de rotation du plateau. Outre le traditionnel bouton de sélection de vitesse 33⁄45 tours présent sur la quasi-totalité des platines récentes (cf. illustration ci-dessous, no 14), la vitesse du moteur peut être légèrement accélérée ou ralentie afin d’obtenir une vitesse de rotation optimale du disque. 
Des repères apposés sur le plateau permettent de déterminer la vitesse de rotation optimale par effet stroboscopique : lorsque le plateau tourne, une petite lumière branchée sur le secteur (donc dont l’intensité varie à 100 Hz = 2×50Hz, ou 120 Hz = 2×60Hz dans certains pays) et dirigée sur le côté du plateau grâce à un prisme éclaire les repères chromés. Ceux-ci défilent et, pour indiquer un bon réglage de la vitesse, doivent donner l’impression d’être immobiles à l'œil de l’utilisateur, comme si le plateau était à l’arrêt. Si les repères ont l’air d’avancer ou de reculer, la vitesse n’est pas optimale et il convient de la corriger en conséquence. Les repères n’ont pas le même espacement pour la vitesse 45 tours ou pour la vitesse 33 tours (voir illustration ci-dessous, nos 13 et 15).

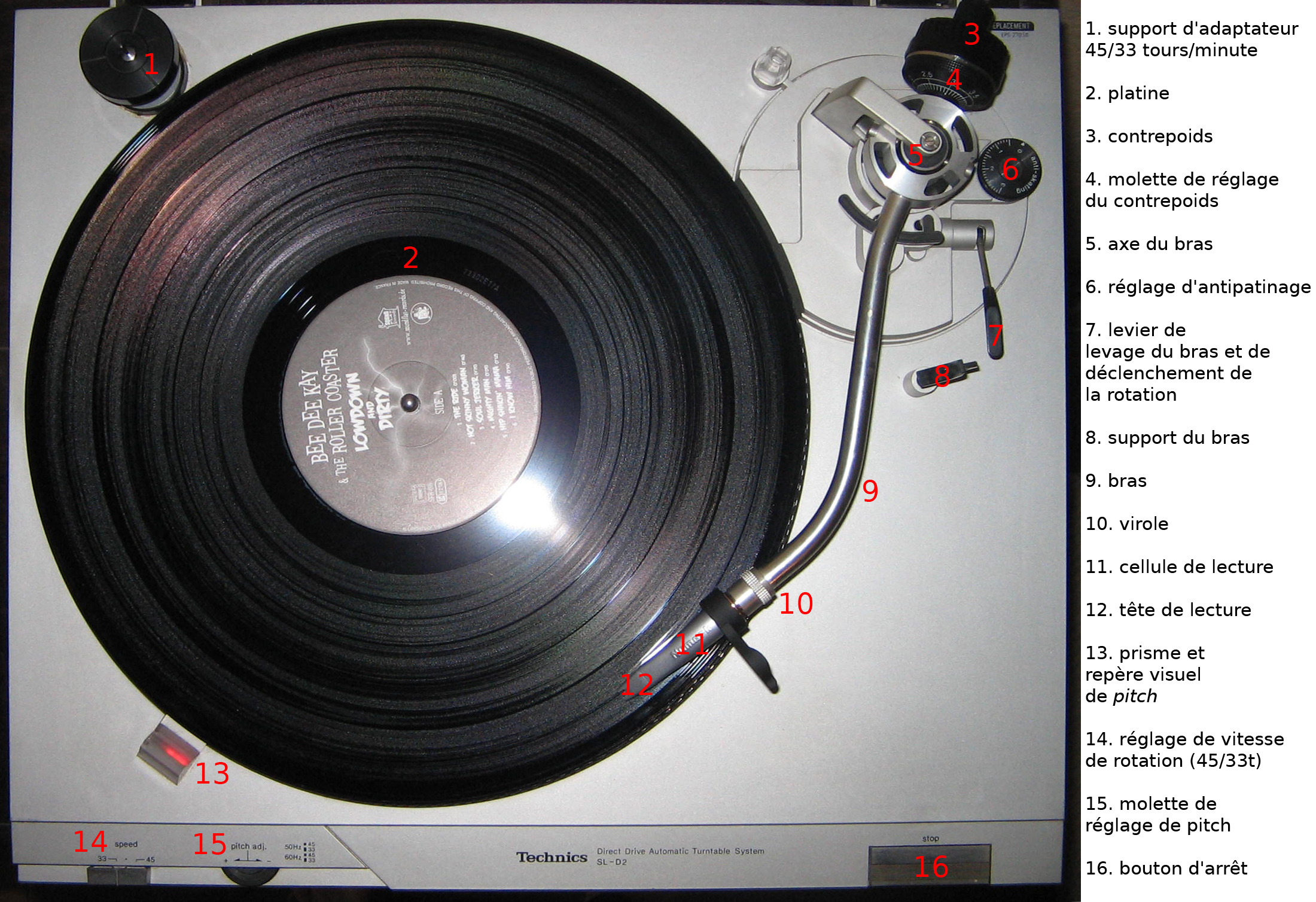
Platine Technics haut de gamme destinée à un usage domestique (cliquer sur cet aperçu pour afficher l’image en taille réelle).

L’illustration permet également de voir :
- (no 3) Le contrepoids, qui sert à régler la pression de l’aiguille de lecture (de l’ordre de 1 ou 1,5 g pour des cellules de qualité ; rarement plus de 3 g)
- (no 6) La correction de force centripète (réglage d’antipatinage ou « antiskating ») qui est en principe égale à la force de pression si le diamant est sphérique, 1,5 fois cette force s’il est elliptique, 1,8 fois cette force s’il est « shibata ».

## Tourne-disques à lecture laser
Au début des années 1990, la firme japonaise ELP met sur le marché une platine vinyle à lecture laser. Deux rayons se chargent de lire la piste, évitant un contact physique et donc ralentissant l’usure du disque. Afin d’éviter toute exposition de l’utilisateur au rayonnement laser, le vinyle est disposé dans un tiroir motorisé, à la façon des platines CD. La qualité de ce support, qui permet en outre de corriger les rayures et défauts de pressage qu’une tête de lecture classique rendrait audible, se paye au prix fort, la machine affichant un tarif avoisinant les 15 000 dollars américains pour la version la moins onéreuse. Ce genre de matériel, utile, par exemple, pour numériser de vieux enregistrements, peut néanmoins s'avérer nettement moins efficace qu’une platine traditionnelle avec un disque poussiéreux, transparent ou coloré, facteurs pouvant entraîner une imprécision de lecture et donc une perte de données.